# Milija Milić-Orlović
Vojvoda Milija Milić,  datum rođenja nije poznat (poginuo 1714 godine). Smatra se rodonačelnikom porodice Milić, a sin je Kneza Radonje Raslavovog, koji je potomak Orlovića Pavla.  
Milija Milić je u selu Dubu, pleme Bjelice, nahija Katunska podigao čuvenu Crkvu svete Bogorodice 1680. godine.  Na Crkvi je uklesano petnaest puškarnica iz kojih je branio pristupnicu  beglerbegu Numan paši Ćupriliću  u jesen 1714. godine prema Cetinju.   Autori koji su o njemu pisali u faktografskom smislu su prof. dr Đorđije Milić, Risto Dubljević, Stevo Goranović i Slavko Milić